# Моховое (озеро, Лаишевский район)
Моховое (тат. Мүкле Күл) — озеро в Лаишевском районе Татарстана.

## География
Озеро Моховое — бессточный водоём карстового происхождения. Расположено в эрозионной ложбине у юго-восточного края села Габишево. Водоём имеет сложную форму, вытянут с севера на юг. Длина озера 870 м, максимальная ширина 215 м. Площадь зеркала 10,93 гектар. Средняя глубина достигает 6 м, максимальная глубина 13 м.

## Гидрология
Объём озера 400 тыс. м³. Питание подземное. Вода желтовато-коричневого цвета с землистым запахом, жёсткостью менее 1 ммоль/л, минерализацией 34 мг/л, прозрачность 150 см. Химический тип воды гидрокарбонатно-кальциевый.

## Хозяйственное использование
- Водоём используется в качестве водопоя скота, рекреации.
- Постановлением Совета Министров Татарской АССР от 10 января 1978 г. № 25 и постановлением Кабинета Министров Республики Татарстан от 29 декабря 2005 г. № 644 признано памятником природы регионального значения[3].